# 扁嘴鵝
扁嘴鵝（学名：Coscoroba coscoroba）是一种形似天鵝的雁形目鸟类，实际上并不属于天鹅属。扁嘴鹅的体型较真正的天鹅小。雖然如此，牠們也算是大型的游禽，平均重4.2公斤，長1米及翼展1.57米。

## 特徵
扁嘴鵝是白色的，第6主羽端是黑色的，由於很貼近雙翼，所以平時很難看見，但在飛行時則很顯眼。牠們的喙及腳是紅色的。牠們的外觀像雁多於天鵝，沒有天鵝般黑色的面孔，而雌鳥與雄鳥差不多完全一樣。雛鳥的顏色混雜，有褐色及灰色的色調。

## 分佈及棲息地
扁嘴鵝分佈在南美洲，由智利南部及阿根廷中部至火地群島及福克蘭群島。在冬天，牠們會向北遷徙至智利中部、阿根廷北部、烏拉圭及巴西東南端。
扁嘴鵝棲息在茂密的沼澤及湖泊，主要吃草及水生植物，也會吃蚌類及魚類。估計牠們的數量約有10萬隻。

## 繁殖
雌鳥會負責孵蛋，雄鳥則負責保護的工作。當雛鳥孵化後，雄鳥會攻擊入侵的掠食者。牠們的壽命約為20歲。

## 保育狀況
其被列為《瀕危野生動植物種國際貿易公約》附錄二的物種，被限制出口及貿易。

## 外部連結
- BirdLife Species Factsheet （页面存档备份，存于）